# Municipio de Union (condado de Grand Traverse)
El municipio de Union (en inglés: Union Township) es un municipio ubicado en el condado de Grand Traverse en el estado estadounidense de Míchigan. En el año 2010 tenía una población de 405 habitantes y una densidad poblacional de 4,34 personas por km².

## Geografía
El municipio de Union se encuentra ubicado en las coordenadas 44°38′37″N 85°24′51″O / 44.64361, -85.41417. Según la Oficina del Censo de los Estados Unidos, el municipio tiene una superficie total de 93.26 km², de la cual 92,75 km² corresponden a tierra firme y (0,54 %) 0,5 km² es agua.

## Demografía
Según el censo de 2010, había 405 personas residiendo en el municipio de Union. La densidad de población era de 4,34 hab./km². De los 405 habitantes, el municipio de Union estaba compuesto por el 97,53 % blancos, el 0,99 % eran amerindios, el 0,49 % eran asiáticos, el 0,25 % eran isleños del Pacífico y el 0,74 % eran de una mezcla de razas. Del total de la población el 1,73 % eran hispanos o latinos de cualquier raza.